# Megan Watts Hughes

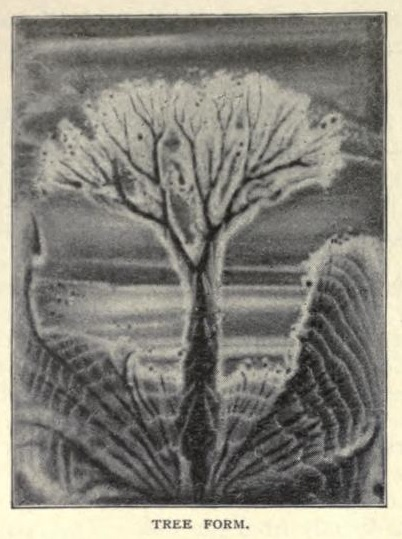
"Tree Form": Hughes creó esta imagen usando un eidófono que permitía visualizar la resonancia del sonido.

Megan Watts Hughes (12 de febrero de 1842 - 29 de octubre de 1907) fue una cantante, compositora, científica y filántropa galesa. A veces su nombre aparece citado como Margaret, el equivalente inglés del nombre galés Megan.    Fue pionera en experimentar y observar el fenómeno de la visualización del sonido, utilizando un dispositivo de su invención, llamado  eidófono. El dispositivo o instrumento producía patrones geométricos a partir de la resonancia de su voz, dando lugar a una serie de imágenes, conocidos como voice-figures, o cuadros sonoros. Recogió todos sus experimentos en un libro de 1904, The Eidophone; Voice Figures: Geometrical and Natural Forms Produced by Vibrations of the Human Voice.  Además, hizo demostraciones del uso del instrumento para la Royal Society.

## Biografía
Megan Watts nació en Dowlais, en el sur de Gales, donde su padre se encargaba del cementerio local. Estudió Canto en Cardiff hasta que en 1864 comenzó sus estudios en la Royal Academy of Music de Londres, donde coincidió con profesores de la talla de Manuel García. 
En 1885, mientras ejercitaba su voz, descubrió accidentalmente lo que llamó figuras de voz o flores de voz, patrones creados por el fenómeno natural de la resonancia de ondas estacionarias. En sus investigaciones trabajó con un aparato al que denominó eidófono que se componía de un tubo, un receptor y una membrana cubierta de polvo de licopodio. Las vibraciones producidas al cantar dibujaban sobre el polvo figuras geométricas muy definidas.
Sus observaciones científicas se publicaron por primera vez en un artículo de la revista Century de 1891 bajo el nombre de Margaret Watts Hughes. Presentó sus hallazgos en la The Musical Association, la Royal Institution y la Royal Society de Londres, algo inusual para una mujer en ese período.